# Ectatomma parasiticum
Ectatomma parasiticum es una especie de hormiga del género Ectatomma, familia Formicidae. Fue descrita científicamente por Feitosa & Fresneau en 2008.
Se distribuye por México. Es de color marrón amarillento a marrón rojizo oscuro, incluidos los apéndices y el cuerpo posee poco pelaje.